# San Sepulcro (Estella)

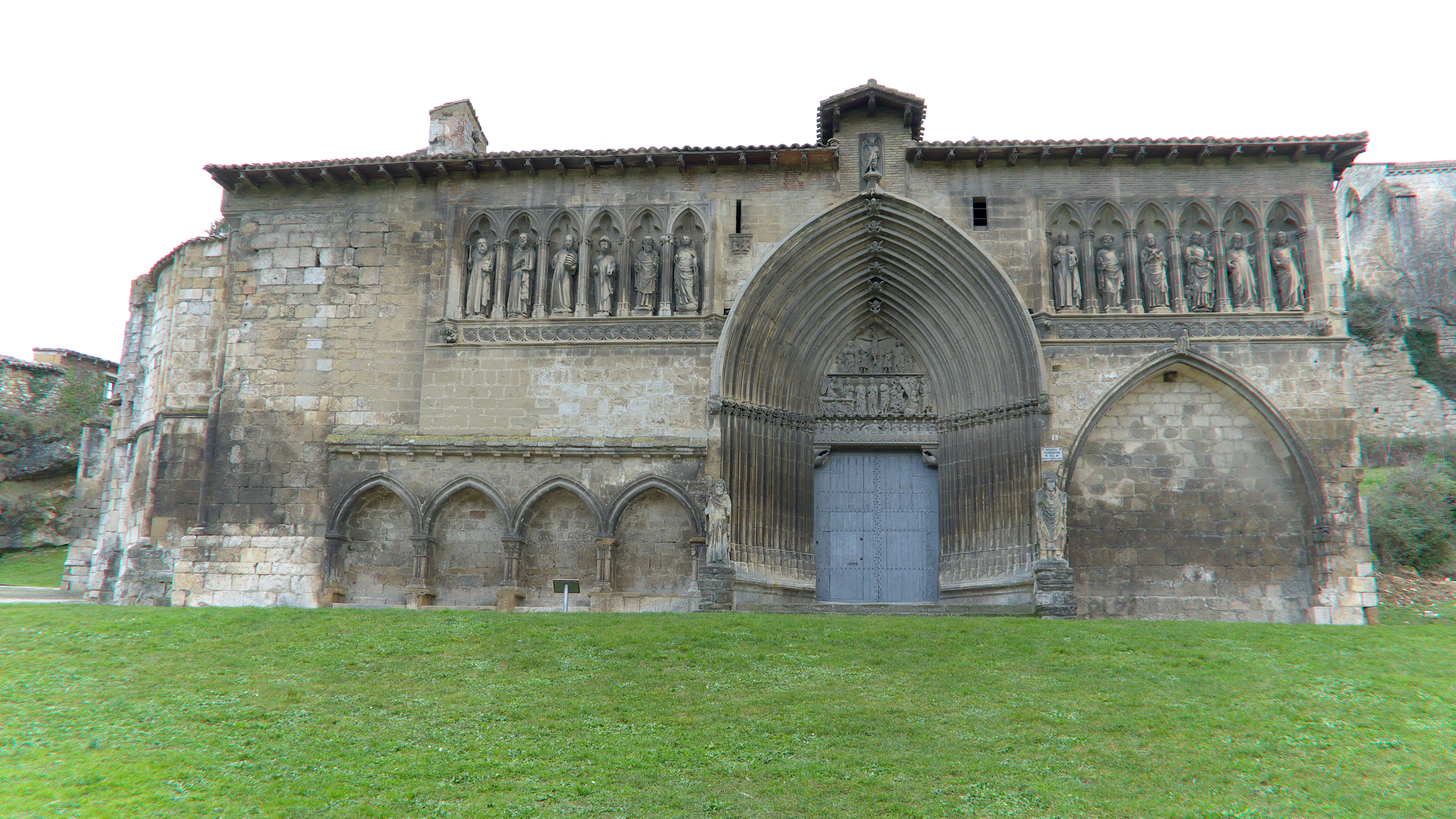
Gesamtansicht des Kirchenrests

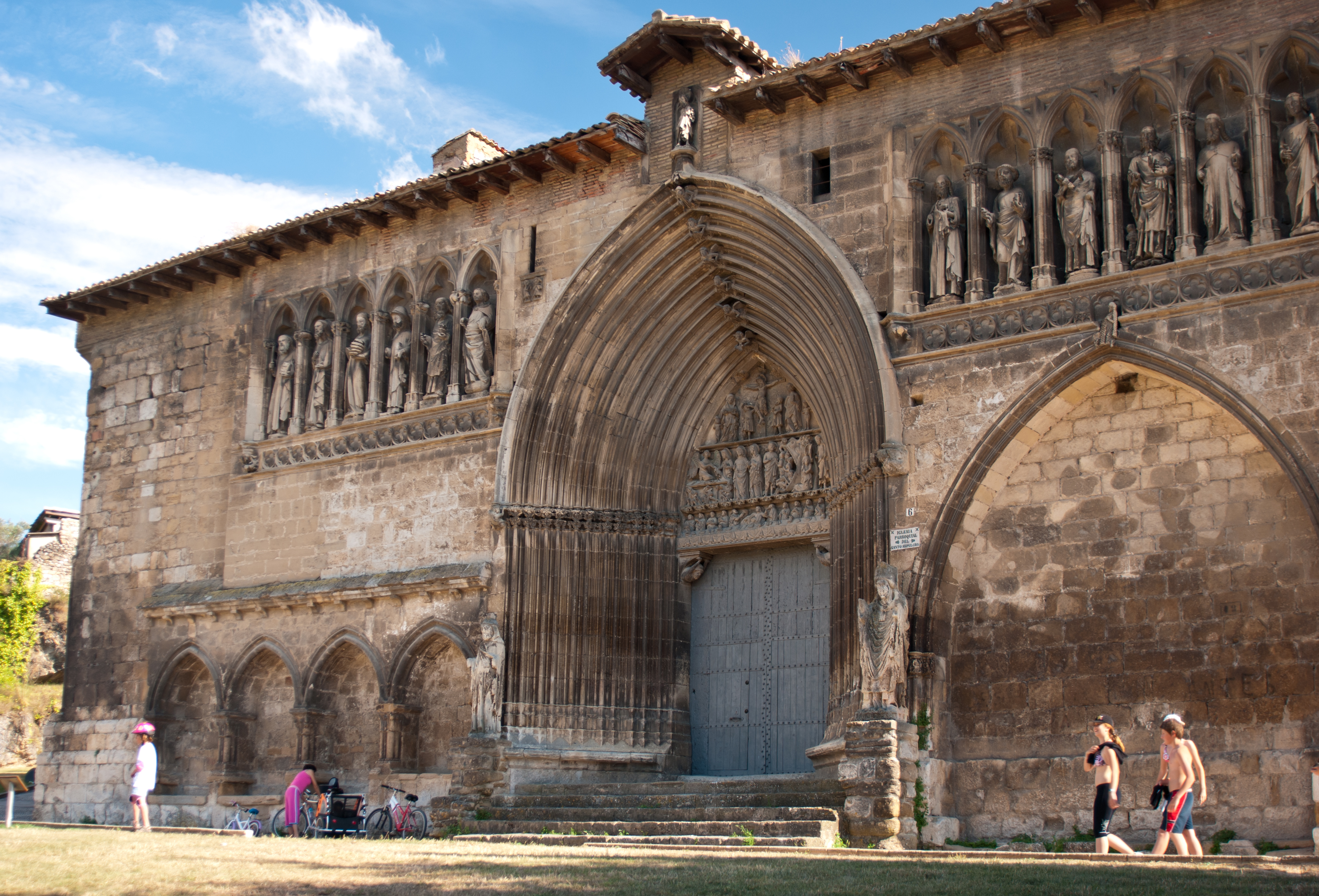
Nordportal der Kirche San Sepulcro

Die Kirche San Sepulcro in Estella-Lizarra, einer spanischen Stadt in der Region Navarra, ist der bauliche Rest einer ehemals viel größeren Kirche.

## Geografische Lage
Die Kirche des Heiligen Grabes liegt an der alten Pilgerstraße am östlichen Kern der historischen Altstadt. 

## Geschichte
Die Kirche war eine der historischen Pfarrkirchen der Stadt. Bereits 1123 war sie Sitz einer Bruderschaft des Heiligen Grabes. Anfang des 19. Jahrhunderts war das Gebäude weitgehend eine Ruine. Nur das Nordschiff wurde wieder hergestellt, die beiden anderen Kirchenschiffe aufgegeben und deren Material auf Abbruch verkauft. Da die Gegend, in der die Kirche steht, am Ende des 19. Jahrhunderts zunehmend an Einwohnern verlor, wurde sie 1881 als Pfarrkirche aufgegeben, die Gemeinde der Kirche San Pedro de la Rúa zugeschlagen.

## Gebäude

### Baukörper
Die Kirche zeigt Spuren zahlreicher Umbauten. Begonnen wurde sie in der Romanik, im letzten Drittel des 12. Jahrhunderts. Bis ins 16. Jahrhundert wurde sie immer wieder verändert. Im 14. Jahrhundert wurden die Apsis des Hauptschiffs und das südliche Seitenschiff mit einer Apsis errichtet, beide Abschlüsse waren polygonal. 
Erhalten blieb davon bis heute in ganzer Höhe das nördliche Kirchenschiff mit seiner halbrunden Apsis. Von den Mauern des Hauptschiffes sind noch Reste erhalten, während vom südlichen Seitenschiff nur Fundamente geblieben sind. Die Kirche ist deshalb heute einschiffig.

### Nordportal
Das Nordportal, heute der Hauptzugang, ist eine wichtige gotische Arbeit aus der Zeit um 1340. Es ist reich skulptiert. Das Tympanon ist in drei Ebenen unterteilt: Die untere Ebene zeigt Das letzte Abendmahl, die obere Ebene die Kreuzigung. Die zentrale Ebene ist in drei Szenen geteilt: links Die drei Frauen am Grab, in der Mitte die Rettung der Gerechtfertigten und rechts Noli me tangere. Links und rechts von Tympanon und Bogen befinden sich nebeneinander je sechs von Säulen gerahmte kleine Archivolten mit Figuren der Apostel. Die Kapitelle der Säulen sind mit Pflanzen- und zoomorphen Motiven verziert. Rechts und links des Eingangs stehen Figuren des Apostels Jakob und des Heiligen Martin. Nach anderer Quelle handelt es sich bei der zweiten Figur „um einen Bischof“.

### Ausstattung
Von der ursprünglichen Ausstattung der Kirche befindet sich eine Marienstatue, eine Schnitzerei aus dem späten 13. Jahrhundert, im Presbyterium der Kirche San Pedro de la Rúa in Estella.